# Тимченко Володимир Юрійович
Володи́мир Ю́рійович Ти́мченко (15 лютого 1962 — 11 грудня 2017) — солдат Збройних сил України, учасник російсько-української війни.

## Життєпис
Народився 1962 року в селі Єгіндибулак (Карагандинська область, Казахська РСР); зі шкільних років мешкав у селі Мокра Рокитна (Нововодолазький район, Харківська область); закінчив харківське ПТУ за фахом налагоджувальника. З 1981 проходив строкову службу в РА на посаді водія, учасник війни в Афганістані. В мирному житті працював за фахом на Лозівському ковальсько-механічному заводі, потім водієм.
З початком війни постійно намагався потрапити до армії; 16 серпня 2016 року підписав контракт, після проходження навчання 21 грудня 2016-го прибув у свій підрозділ; солдат, водій взводу матеріального забезпечення 109-го батальйону 10-ї бригади.
22 листопада 2017 року поблизу міста Золоте (Попаснянський район) у кабіну вантажівки з автоцистерною влучила ПТКР, поранень зазнали двоє військових, їх одразу ж евакуювали на МТ-ЛБ. Володимира з важкими пораненнями доставили до лікарні ім. Мечникова у місті Дніпро. Лікарі майже 3 тижні боролися за його життя. Помер 11 грудня 2017-го.
Похований у селі Рокитне (Нововодолазький район) біля могили батьків.
Без Володимира лишилися дві сестри, брат, дружина, дві доньки і онук.

## Нагороди та вшанування
- Указом Президента України № 189/2018 від 27 червня 2018 року «за особисту мужність і самовіддані дії, виявлені у захисті державного суверенітету та територіальної цілісності України, зразкового виконання військового обов'язку» — нагороджений орденом «За мужність» III ступеня[1].
- Вшановується в меморіальному комплексі «Зала пам'яті», в щоденному ранковому церемоніалі 11 грудня[2][3].